# Hoplia hirsuta
Hoplia hirsuta är en skalbaggsart som beskrevs av Moser 1912. Hoplia hirsuta ingår i släktet Hoplia och familjen Melolonthidae. Inga underarter finns listade i Catalogue of Life.